# M 69 (звёздное скопление)
Шаровое скопление M 69 (также известное, как Объект Мессье 69 или NGC 6637) является шаровым скоплением в созвездии Стрельца.

## История открытия
Скопление было открыто и каталогизировано Шарлем Мессье в 1780 году.

## Интересные характеристики
M 69 находится на расстоянии 29 700 световых лет от Земли.

## Наблюдения

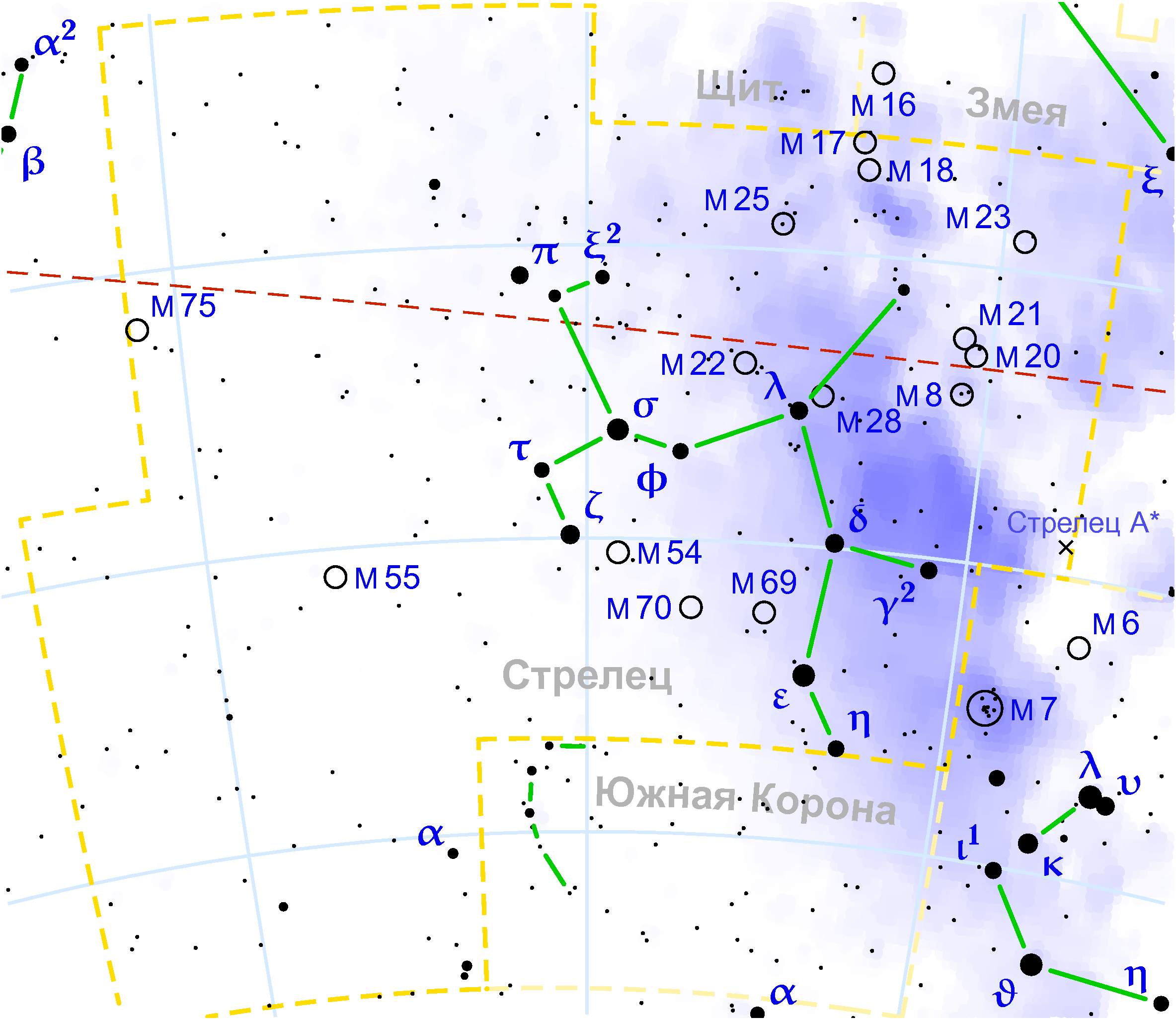
Шаровое скопление M 69 находится в Созвездии Стрельца

Одно из самых тусклых шаровых скоплений в каталоге Мессье — M 69 — объект не из легких. С территории России оно доступно только короткими летними ночами, да и то из самых южных областей, где восходит достаточно высоко над горизонтом, чтобы атмосфера не слишком мешала его наблюдениям. В светосильный бинокль есть шанс заметить его примерно на четверти пути от звезды ε к φ Стрельца в виде едва видимого диффузного пятнышка округлой формы.
В любительский телескоп средней апертуры и обзорным увеличением (35-50х) скопление также выглядит округлым диффузным небольшим пятном с несильной концентрацией к центру. Вблизи скопления (5 угловых минут на северо-запад) располагается равнояркая ему звезда 8m. При подъеме увеличения до 100х и выше тело скопление начинает искриться разрешаемыми звездами.
В градусе на юго-восток можно поискать ещё более тусклое шаровое скопление NGC 6642 (8.5m, 6').

### Соседи по небу из каталога Мессье
- M 70 — (в 2.5 градусах на восток) шаровое скопление-близнец, такое же неяркое и компактное;
- M 54 — (на северо-восток по направлению к ζ Sgr) неяркое, но по-своему примечательное втрое более далёкое шаровое скопление;
- M 7 и M 6 — (на запад в Скорпионе) яркие рассеянные скопления;
- M 22 и M 28 — (на север около λ Sgr) пара очень ярких шаровых скоплений

### Последовательность наблюдения в «Марафоне Мессье»
…M 22 → M 28 → M 69 → M 54 → M 25…

## Изображения
Гал.долгота 1.7229° 

Гал.широта -10.2694° 

Расстояние 29 700 св. лет